# The Juniors
The Juniors (anche noti come Juniors) sono stati un gruppo musicale italiano di musica beat, successivamente spostatisi verso il rock progressivo.

## Storia del gruppo
The Juniors si formano a Vercelli per iniziativa dei gemelli Nando e Pietro Bellini; iniziano ad esibirsi nella loro regione e, durante uno spettacolo, vengono contattati da Gianni Pettenati e diventano il suo gruppo di accompagnamento negli spettacoli.
Il debutto in sala d'incisione avviene per la Fonit Cetra dopo la vittoria di un concorso RAI, proprio accompagnando il cantante piacentino nel suo primo 45 giri nel 1966 e nel terzo l'anno successivo; sempre nel 1967 partecipano alla compilation 14 canzoni di Sanremo 1967, realizzata dalla stessa etichetta, incidendo questa volta da soli due brani, Bisogna saper perdere (presentata al festival di Sanremo dai Rokes e Lucio Dalla e scritta da Ruggero Cini e Giuseppe Cassia) e Uno come noi, presentata al festival da Milva e i Los Bravos.
Con l'ingresso del cantante Arturo Bo passano poi alla DKF Folklore, etichetta torinese con cui pubblicano due 45 giri (tra i quali Groovin, successo dei Young Rascals, e Solo solo solo, scritta dal maestro veronese Franco Bignotto) ed un album (insieme ad altri due gruppi beat piemontesi, The Solist Group e i Ragazzi del Sole).
L'anno successivo, tornati alla Fonit Cetra, pubblicano Chi è, cover di Get Back dei Beatles.
Negli anni '70 il gruppo (in cui per un certo periodo alla voce solista vi è Alvaro Fella, in seguito cantante con i Jumbo) si stacca dal beat e si avvicina al rock progressivo, pubblicando nel 1970 una cover di Black night dei Deep Purple e due anni dopo l'album The Juniors story, cantato parte in inglese e parte in italiano, in cui la svolta stilistica è decisamente più marcata, sia per l'uso di strumenti come il flauto o il clavicembalo (in Sweet), sia per la struttura delle canzoni (in particolare Break of lease, che supera gli otto minuti).
L'album è pubblicato dalla City e distribuito dalla Ariston, e dal disco viene anche tratto un 45 giri, Rose di legno/Oltre l'orizzonte; dopo la pubblicazione di un altro 45 giri (a nome Piero & The Juniors) il gruppo si scioglie poi l'anno successivo.
Dopo lo scioglimento del gruppo, alcuni dei componenti sono rimasti nel mondo musicale: il batterista Gianni Durini ha suonato nel gruppo I Panda, negli Everest e nel disco dei Krisma "Chinese Restaurant", mentre il trombettista Piero Spagnolo ha per molti anni accompagnato in tour Zucchero Fornaciari, il sassofonista Renzo Rigon è diventato uno dei più rinomati interpreti jazz ed il bassista Roberto Barone è stato uno dei musicisti di Toto Cutugno fino alla prematura scomparsa avvenuta nel 2009.
Nel 2007 il loro 33 giri è stato ristampato dalla Mellow Records.

## Formazione
In alcune loro incisioni (compreso l'album) i musicisti sono indicati con il solo nome di battesimo.
- Gianni Pettenati: voce solista (1965-1966)
- Arturo Bo: voce solista (1967-1968)
- Alvaro Fella: voce solista (1969)
- Nando Bellini: chitarre
- Piero Bellini: tastiere, voce
- Gianfranco Sandiano: batteria, percussioni (1965-1971)
- Gianni Durini: batteria, percussioni (1971-1974)
- Marcolli Dario(Pamich): basso (1967-1971)
- Angelo Acciu: basso (1965-1971)
- Roberto Barone: basso (1971-1974)
- Filippo D'Annunzio: sax
- Renato Brocchi: tromba
- Flavio Patriarca: tastiere
- Renzo Rigon: flauto, sax tenore
- Pierino Spagnolo: tromba
- Vittorino Pagliarin: batteria
- Roberto Milesi: Sax e flauto (1967-1970)

## Discografia

### Album in studio
- 1972 - The Juniors Story

### Singoli
- 1966 - Come una pietra che rotola/Siamo alla fine (come Gianni Pettenati & The Juniors)
- 1967 - Il superuomo/Puoi farmi piangere (come Gianni Pettenati & The Juniors)
- 1967 - Groovin'/Solo solo solo
- 1967 - Il ragazzo d'argilla/Solo solo solo
- 1969 - Ciui ciui/Chi è
- 1970 - Black night/I'll be blind
- 1972 - Rose di legno/Oltre l'orizzonte
- 1973 - The Night Chicago Died/Shang A Lang
- 1974 - Non c'è più/Lunga strada (come Piero & The Juniors)
- 1975 - Alè Biella/Il valzer di Radio Piemonte (come Mirella & The Juniors)

### Partecipazioni a compilation
- 1967 - 14 canzoni di Sanremo 1967
- 1969 - Hush Hey Jude Help Eloise (con i The Solist Group e i Ragazzi del Sole)